# Fábry Edit
Fábry Edit (Budapest, 1923. június 1. – Budapest, 1990. október 20.) magyar operaénekesnő (szoprán), egyetemi tanár.

## Életpályája
1939–1944 között fellépett az OMIKE Művészakció zenei rendezéseiben. 1946–1950 között a Vígopera tagja volt. 1947–1948 között a Magyar Állami Operaház ösztöndíjasa volt. Tanulmányait a Fodor Zeneiskolában kezdte meg, majd Berlinben tanult tovább 1950–1952 között Tiana Lemnitz és Frida Leider tanítványaként. 1950–1952 között a berlini Staatsoper stúdiójának magánénekese volt. 1955–1960 között a Filharmónia szólistája volt. 1957–1959 között a drezdai Staatstheater magánénekese volt. 1960–1962 között a Budapesti Operettszínház magánénekese volt. 1964-től a Bartók Béla Zenei Szakiskola tanáraként dolgozott. 1974–1990 között a Liszt Ferenc Zeneművészeti Egyetem tanára volt.
Szólistaként az opera és operett műfajában is otthon volt, úgy mint a daléneklésben. Pedagógusként kiváló tanítványokat oktatott; Ambrus Imre, Gémes Katalin, Kálmánffy Ferenc, Markovics Erika, Megyeri Gábor, Nádor Magda, Németh Márta, Pelle Erzsébet, Pánczél Éva, Rácz István és Szűcs Katalin.
Sírja a Farkasréti temetőben található (32/1-1-47).

## Színházi szerepei
- Verdi: Az álarcosbál....Oscar
- Verdi: Traviata....Violetta
- Leoncavallo: Bajazzók....Nedda
- Suppé: Boccaccio....Fiametta
- Zeller: A madarász....Postás Miller
- Puccini: Bohémélet....Mimi
- Lortzing: A vadorzó....Bárónő
- J. Strauss: Egy éj Velencében....Annina